# Rote Kreuz-Medaille (Preußen)

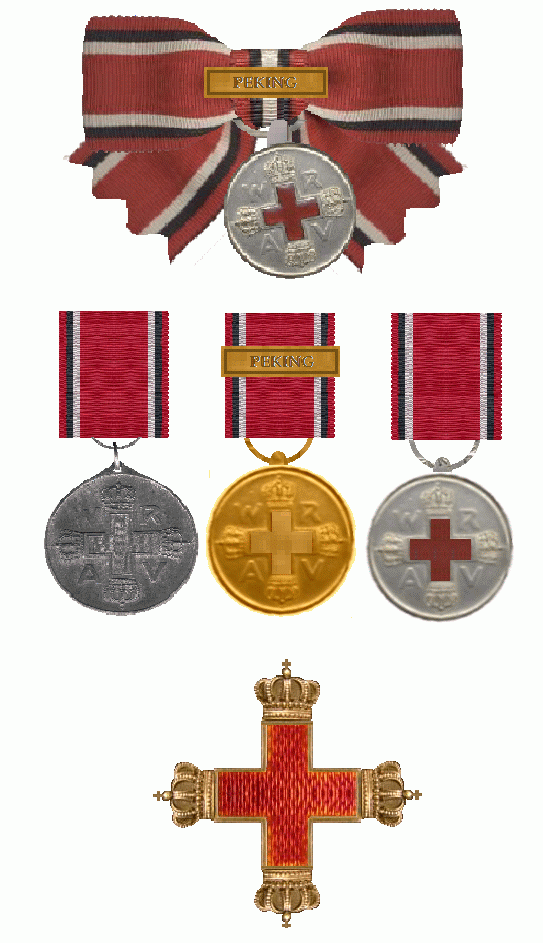
Die verschiedenen Klassen der Rote-Kreuz-Medaille

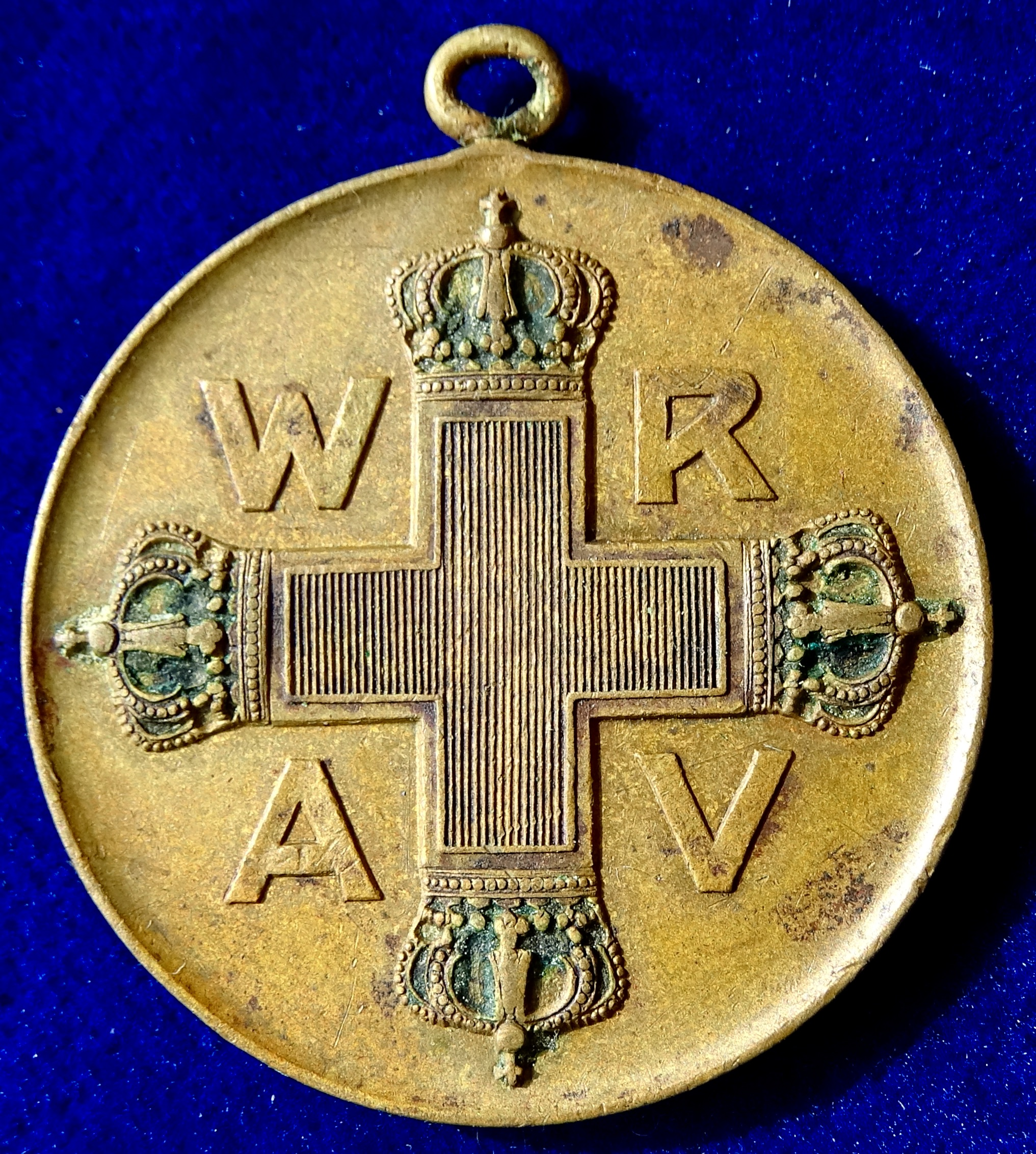
Avers III. Klasse bis 1916

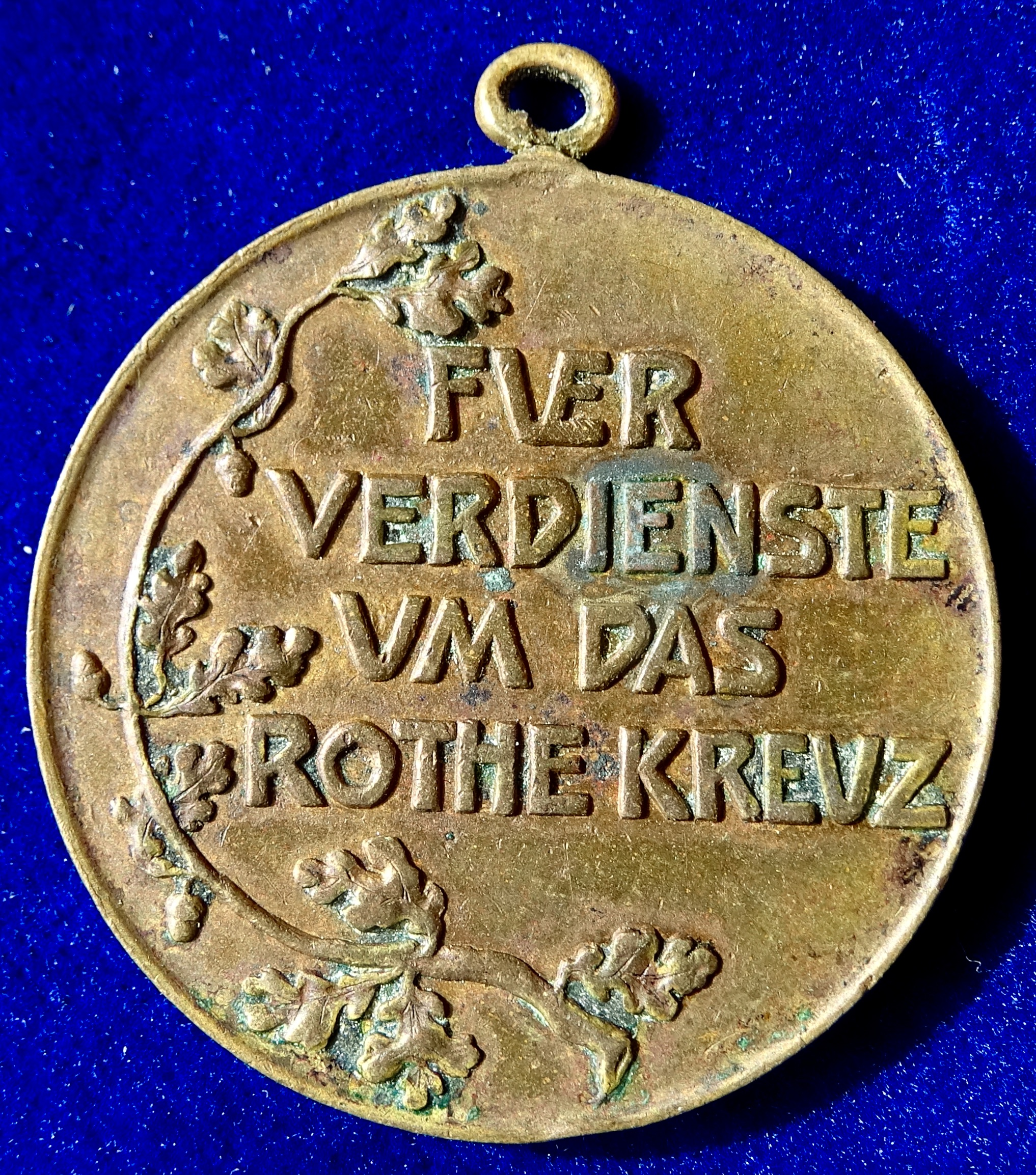
Revers III. Klasse bis 1916

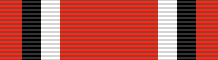
Ordensband

Die Rote Kreuz-Medaille wurde am 1. Oktober 1898 durch König Wilhelm II. in drei Klassen gestiftet und konnte an alle Personen verliehen werden, die sich im Frieden oder im Krieg große Verdienste um Kranke oder leidende Menschen sowie für besondere Leistungen im Dienste des Deutschen Roten Kreuzes erworben hatten.

## Aussehen
Die I. Klasse ist ein rot emailliertes Genfer Kreuz und auf den vier Kreuzarmenden ist jeweils eine vergoldete Krone angebracht.
Das Ordenszeichen der II. Klasse ist eine silberne Medaille, das der III. Klasse aus Bronze und zeigt das Kreuz der I. Klasse. Das Kreuz der II. Klasse ist rot emailliert. In den Kreuzwinkeln von links nach rechts die Buchstaben W R (Wilhelm Rex) oben und A V (Auguste Viktoria) unten. Rückseitig am linken Rand ein Eichenlaubzweig und daneben die Inschrift FVER VERDIENSTE VM DAS ROTHE KREUZ. Ab 1916 wurden die II. und III. Klasse kriegsbedingt aus Eisen, später aus Zink hergestellt.

## Trageweise
Die I. Klasse wurde als Steckkreuz, die II. und III. Klasse an einem ponceauroten Band mit schwarzen und weißen Seitenstreifen auf der linken Brustseite getragen.

## Spangen
Für die Teilnahme an Militärexpeditionen konnte die II. und III. Klasse auch mit einer der folgenden Spangen auf dem Band verliehen werden:
- Südafrika 1899/1900
- Ostasien 1900/01
- Charbin 1904/05
- Südwestafrika 1904/06
- Peking

Die Spangen sind aus vergoldeter Bronze oder Messing gefertigt.

## Bekannte Träger
- siehe: Träger der Rote Kreuz-Medaille